# カナダ氷河
カナダ氷河（カナダひょうが、英語: Canada Glacier）とは、南極大陸のヴィクトリアランドに存在する、テイラー谷の北側斜面を南東方向へと流れ降っている小さな氷河である。

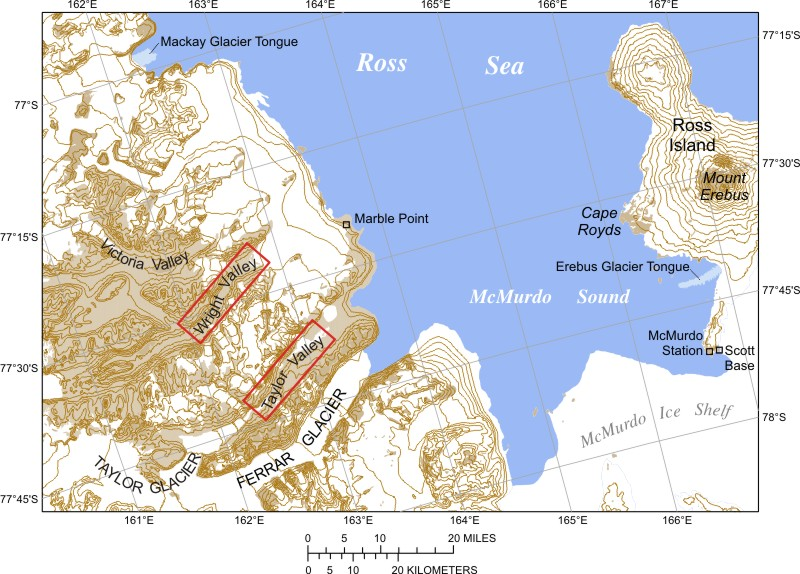
カナダ氷河の周辺地図

カナダ氷河は、南緯77度37分、東経162度59分付近に位置している。なお、この氷河の先端付近へは、自由行動などはできないものの、規則に従えば観光に行くことが可能である

。
南極大陸にあるにもかかわらず、また、この地域はニュージーランドがロス海属領として領有権を主張しているのにもかかわらず、この氷河が「カナダ」と付いているのは、テラノバ遠征に参加したカナダ人の物理学者が、この地域を調査したためである。